# Howard Jacobson
Howard Jacobson (ur. 25 sierpnia 1942) – brytyjski pisarz, krytyk i felietonista. Laureat nagród literackich Bolinger Everyman Wodenhouse i Bookera. Autor komicznych powieści, w których portretuje żydowską społeczność w Wielkiej Brytanii. Sam siebie prześmiewczo opisuje jako żydowską Jane Austen.
Zadebiutował w 1983 roku powieścią Coming from Behind. W 2010 roku nagrodzony Man Booker Prize za powieść Kwestia Finklera.